# Болотянка строкатовола
Болотянка строкатовола (Cardellina canadensis) — вид горобцеподібних птахів родини піснярових (Parulidae). Поширений у Північній Америці.

## Поширення
Гніздиться в лісах у Канаді на схід від Скелястих гір і в лісистих районах на північному сході США. На зимівлю мігрує на північ Південної Америки — Колумбію, Еквадор, Перу, Бразилію, хоча трапляється також і в Центральній Америці.

## Спосіб життя
Харчується в основному комахами серед рослинності, на землі або в польоті. Взимку утворює групи, коли годується. Птахи будують чашоподібне гніздо на землі, в горбках сфагнового моху, на пнях або деревних уламках.